# Delgo
Delgo is een Amerikaanse computeranimatiefilm uit 2008 onder regie van Marc Adler en Jason Maurer, met stemmen van onder meer Freddie Prinze jr. en Jennifer Love Hewitt. De film, die zo'n 32 miljoen euro had gekost, flopte in de bioscopen, waar hij in de VS slechts 560.000 euro opbracht.

## Verhaal
Toen de Nohrin de natuurlijke rijkdommen van hun rijk tussen de wolken hadden verbruikt kregen ze van de Lokni land op de grond. Na enige tijd wilden ze meer, en er kwam oorlog van. Nohrin-koning Zahn wilde vrede sluiten en dus probeerde zijn zus Sedessa hem te vermoorden. Ze werd echter betrapt nadat ze enkel de koningin doodde, en werd verbannen.
Vijftien jaar later ontmoet de jonge Lokni Delgo, wiens ouders omkwamen tijdens de oorlog, Nohrin-prinses Kyla, en ze worden vrienden. Inmiddels heeft Sedessa een aantal monsterstammen onder haar controle gekregen en probeert samen met de Nohrin-spion en -generaal Raius een nieuwe oorlog uit te lokken om dan koning Zahn af te zetten en zelf keizerin te worden.
Raius ontvoerd Kyla en Delgo wordt verantwoordelijk gehouden en opgesloten. De oorlog is onvermijdelijk en de legers van de Lokni en de Nohrin treffen elkaar, terwijl Sedessa's leger onderweg is. Intussen ontsnapt Delgo met de hulp van de in ongenade gevallen generaal Bogardus. Samen bevrijden ze Kyla uit Sedessa's paleis, waarop ze de Nohrin-generaals overtuigt de strijd te staken.
Bogardus en Raius treffen elkaar op het slagveld en raken beide zwaargewond. Sedessa heeft intussen koning Zahn gevangengenomen in haar paleis. Delgo gaat naar hem op zoek en verslaat ten slotte Sedessa. Als Kyla toekomt probeert Sedessa haar alsnog te doden. Het gevecht tussen de twee eindigt met Sedessa's dood. Tijdens de viering achteraf duikt plots Raius weer op, die een speer naar Delgo gooit. Delgo's beste vriend Filo redt zijn leven. Delgo en Kyla delen ten slotte een kus.

## Stemmen
- Freddie Prinze jr. als Delgo
- Jennifer Love Hewitt als prinses Kyla
- Anne Bancroft als keizerin Sedessa
- Chris Kattan als Filo
- Louis Gossett jr. als koning Zahn
- Val Kilmer als generaal Bogardus
- Malcolm McDowell als generaal Raius

## Link
- (en)  delgo.com - officiële website